# Sławomir Peszko
Sławomir Konrad Peszkoⓘ (ur. 19 lutego 1985 w Jaśle) – polski piłkarz i trener piłkarski. Występował na pozycji pomocnika. W latach 2008–2018 reprezentant Polski. Uczestnik Mistrzostw Europy 2016 oraz Mistrzostw Świata 2018. Wiceprezes Wieczystej Kraków ds. sportowych. 

## Kariera klubowa

### Początki kariery
Sławomir Peszko swoją karierę piłkarską rozpoczynał w wieku 11 lat w Nafcie Jedlicze, skąd w 2000 przeniósł się do Wisły Płock. W 2002 został włączony do składu pierwszej drużyny Wisły, która ówcześnie funkcjonowała pod nazwą „Orlen Płock”. W Ekstraklasie zadebiutował 5 kwietnia 2003 w przegranym 0:1 wyjazdowym spotkaniu z Widzewem Łódź. W swoim pierwszym sezonie w Wiśle wystąpił w czterech spotkaniach Ekstraklasy. Od następnego sezonu pojawiał się na boisku regularnie. W rozgrywkach 2005/06, 26 kwietnia 2006, po wyeliminowaniu w finale Zagłębia Lubin (w dwumeczu 6:3) zdobył z Wisłą Puchar Polski – pierwsze trofeum w swojej zawodowej karierze, a 22 lipca tego samego roku również Superpuchar Polski. W sezonie 2006/07 spadł z Wisłą do II ligi, zaś w sezonie 2007/2008 zdobył 16 goli i został najskuteczniejszym zawodnikiem „Nafciarzy”. W ciągu 6 sezonów w Wiśle Płock zagrał w 112 ligowych meczach, strzelając 21 goli oraz zdobył Puchar i Superpuchar Polski.

### Lech Poznań

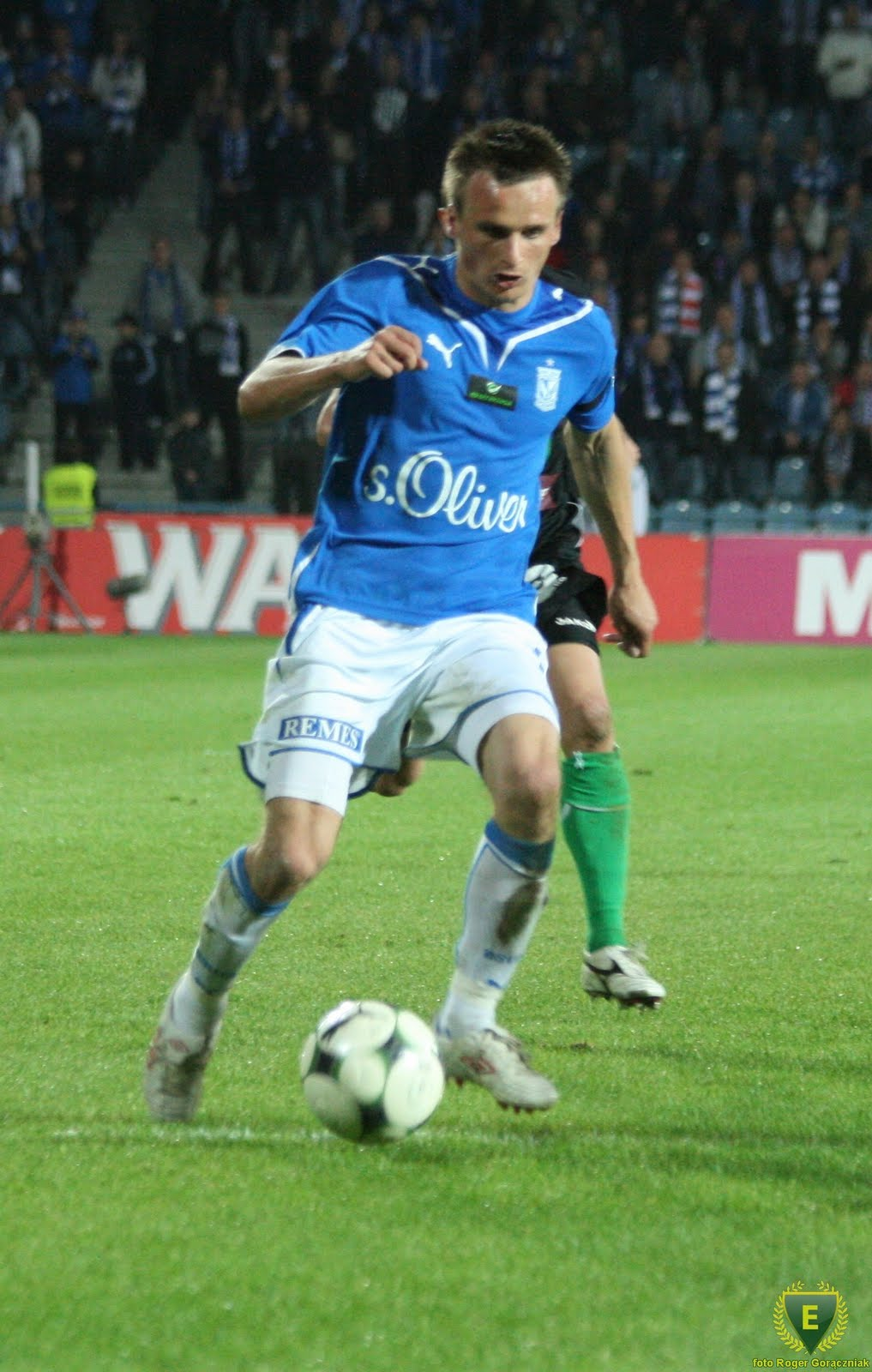
Peszko w barwach Lecha Poznań

Przed sezonem 2008/2009 trafił do Lecha Poznań. W ekipie „Kolejorza” już w pierwszych trzech sparingach zdobył 4 gole. W Ekstraklasie, w barwach Lecha zadebiutował 8 sierpnia 2008 w meczu z GKS-em Bełchatów (2:3). Odegrał dużą rolę w sukcesach „Kolejorza” w meczach Pucharu UEFA w 2008 oraz 2009. W decydującym o awansie Lecha do fazy grupowej pucharu, spotkaniu z Austrią Wiedeń strzelił bramkę w 85 minucie (na 2:1).19 maja 2009 w finale Pucharu Polski z Ruchem Chorzów na Stadionie Śląskim w 51. minucie meczu zdobył zwycięską bramkę dla Lecha. Mecz zakończył się zwycięstwem Lecha Poznań 1:0 i zdobyciem przez niego trofeum Pucharu Polski. 25 lipca 2009 po wygranej w konkursie rzutów karnych 4:3 (Peszko wykorzystał rzut karny) z ówczesnym Mistrzem Polski – Wisłą Kraków sięgnął z ekipą z Poznania po Superpuchar Polski. 2 sierpnia 2009 zdobył swoją pierwszą ligową bramkę dla Kolejorza. Miało to miejsce w wygranym 3:1 wyjazdowym meczu I kolejki Ekstraklasy z Piastem Gliwice (było to zarazem pierwsze trafienie ekipy z Poznania w sezonie 2009/2010). W sezonie 2009/10 zdobył wraz z Lechem Mistrzostwo Polski. Lech z 19 zwycięstwami, 8 remisami, 3 porażkami i bilansem bramkowym +31 zajął 1.miejsce w tabeli Ekstraklasy, a królem strzelców został wtedy napastnik „Kolejorza”, Robert Lewandowski. Peszko w mistrzowskim dla swojego zespołu sezonie zdobył 8 ligowych bramek.

### Wyjazd za granicę
2 stycznia 2011 podpisał kontrakt z niemieckim 1. FC Köln obowiązujący do 30 czerwca 2011 (z opcją przedłużenia).
W Bundeslidze zadebiutował 16 stycznia 2011 przeciwko 1. FC Kaiserslautern. Na wiosnę 2011 rozegrał 11 meczów i zaliczył 5 asyst. Pierwszego gola w Bundeslidze zdobył 30 października 2011, w meczu przeciwko FC Augsburg.
9 sierpnia 2012 został wypożyczony na rok z opcją pierwokupu do angielskiego Wolverhampton Wanderers. W Championship zadebiutował 18 sierpnia 2012 w meczu z Leeds (0:1).
31 lipca 2013 podpisał 3-letni kontakt z występującą w Serie A, Parmą. Nie zdołał jednak zadebiutować na włoskich boiskach, gdyż od razu po podpisaniu kontraktu został wypożyczony do występującego wówczas w 2. Bundeslidze, swojego poprzedniego klubu – 1. FC Köln. W 2. Bundeslidze zadebiutował 1 września 2013 w wygranym 4:1 meczu z Erzgebirge Aue. W meczu tym strzelił również gola i zaliczył asystę. W sezonie 2013/14 „Peszkin” wystąpił w 24 ligowych meczach zespołu z Kolonii, w których strzelił 3 gole i zaliczył pięć asyst czym przyczynił się do awansu swojej drużyny do Bundesligi. 1 lipca 2014 po udanym, zwieńczonym awansem do Bundesligi sezonie, niemiecki klub 1. FC Köln podjął decyzję o wykupieniu Peszki z Parmy. Kwota transferu polskiego skrzydłowego wyniosła 500 tys. euro. W sezonie 2014/15 wystąpił w 18 ligowych meczach swojej drużyny.

### Powrót do Polski
31 sierpnia 2015, po 5 latach gry za granicą, powrócił do Polski i podpisał 3-letni kontrakt z występującą w Ekstraklasie, Lechią Gdańsk. W nowym zespole zadebiutował 11 września 2015 w ligowym meczu z Koroną Kielce (0:0), zaś pierwszego gola zdobył 13 lutego 2016, ustalając na 5:0 wynik domowego spotkania z Podbeskidziem Bielsko-Biała. 17 listopada 2016 przedłużył kontrakt z Lechią do 2020. 25 lutego 2017, przeciwko Cracovii (4:2), rozegrał swoje 200. spotkanie w Ekstraklasie. 20 lipca 2018 w 92. minucie meczu 1. kolejki sezonu 2018/2019, pomiędzy Jagiellonią Białystok a Lechią Gdańsk (0:1) otrzymał bezpośrednią czerwoną kartkę za faul na Arvydasie Novikovasie. W konsekwencji tego czynu, kilka dni później został ukarany dotkliwą karą finansową przez klub Lechia Gdańsk, a następnie decyzją Komisji Ligi Ekstraklasy został ukarany bezwzględną dyskwalifikacją na okres trzech miesięcy oraz karę finansową w wysokości 30 tys. zł. Tuż po zakończeniu kary został przeniesiony do czwartoligowych rezerw zespołu za naganne zachowanie, po tym wydarzeniu w Lechii już nie zagrał. Zimą 2019 roku przeniósł się do Wisły Kraków na zasadzie wypożyczenia półrocznego. 15 czerwca 2020 roku podpisał kontrakt z KS Wieczysta Kraków – klubem grającym w lidze okręgowej. 5 czerwca 2023 poinformował o nieprzedłużeniu umowy z KS Wieczysta Kraków i zakończeniu piłkarskiej kariery z końcem sezonu.

## Kariera reprezentacyjna
Peszko grał w reprezentacji młodzieżowej U-21. W kadrze A zadebiutował 19 listopada 2008 wchodząc na boisko w 69. minucie wygranego 3:2 towarzyskiego meczu z Irlandią. Pierwszą bramkę strzelił 17 stycznia 2010 w spotkaniu z Danią, które rozegrane zostało w ramach Pucharu Króla Tajlandii. We wrześniu 2010 został wyrzucony z kadry narodowej przez selekcjonera Franciszka Smudę po tym, jak spożywał alkohol podczas zgrupowania. W marcu 2011 został przywrócony do kadry. W 2012, w Kolonii, będąc pod wpływem alkoholu wdał się w awanturę z taksówkarzem w wyniku czego został zatrzymany przez policję i umieszczony w izbie wytrzeźwień. W konsekwencji został skreślony przez trenera Smudę z kadry na Euro 2012 i zawieszony w prawach reprezentanta. We wrześniu 2013 został ponownie powołany przez selekcjonera Waldemara Fornalika na mecze eliminacji do Mistrzostw Świata z Ukrainą i Anglią. 29 marca 2015 strzelił jedynego gola dla reprezentacji Polski w zremisowanym 1:1 meczu z Irlandią w ramach eliminacji Mistrzostw Europy 2016. 30 maja 2016 został powołany przez selekcjonera Adama Nawałkę na Mistrzostwa Europy 2016 we Francji. 4 czerwca został powołany przez selekcjonera Adama Nawałkę na Mistrzostwa Świata 2018 w Rosji, zagrał w meczu fazy grupowej przeciwko Japonii.
8 stycznia 2019 ogłosił zakończenie kariery reprezentacyjnej.

## Kariera trenerska
18 września 2023 został trenerem trzecioligowej Wieczystej Kraków. 22 września 2023 poprowadził swój klub w pierwszym meczu, który zakończył się wygraną 1:0 nad KSZO 1929 Ostrowiec Świętokrzyski i wskoczeniem na pozycję lidera III ligi, grupy IV. Rok 2023 Peszko zakończył na pozycji lidera, z zadowalającym bilansem 8 zwycięstw i 2 remisów. Sam sezon zakończył się wygraniem grupy i awansem do II ligi. 18 kwietnia 2025 Wieczysta Kraków poinformowała, że Sławomir Peszko został odwołany z funkcji.

## Statystyki

### Klubowe
Źródło:
| Klub                           | Sezon              | Liga               | Liga  | Liga   | Puchar kraju | Puchar kraju | Puchar ligi | Puchar ligi | Europa | Europa | Suma  | Suma   | Suma |
| Klub                           | Sezon              | Liga               | Mecze | Bramki | Mecze        | Bramki       | Mecze       | Bramki      | Mecze  | Bramki | Mecze | Bramki |      |
| ------------------------------ | ------------------ | ------------------ | ----- | ------ | ------------ | ------------ | ----------- | ----------- | ------ | ------ | ----- | ------ | ---- |
| Wisła Płock                    | 2002/03            | I liga             | 4     | 0      | 4            | 0            | –           | –           | –      | –      | 8     | 0      |      |
| Wisła Płock                    | 2003/04            | I liga             | 20    | 1      | –            | –            | –           | –           | –      | –      | 20    | 1      |      |
| Wisła Płock                    | 2004/05            | I liga             | 20    | 1      | 6            | 0            | –           | –           | –      | –      | 26    | 1      |      |
| Wisła Płock                    | 2005/06            | I liga             | 21    | 1      | 9            | 2            | –           | –           | 2      | 0      | 32    | 3      |      |
| Wisła Płock                    | 2006/07            | I liga             | 21    | 2      | 4            | 3            | 4           | 1           | –      | –      | 29    | 6      |      |
| Wisła Płock                    | 2007/08            | II Liga            | 26    | 16     | 1            | 0            | –           | –           | –      | –      | 27    | 16     |      |
| Wisła Płock                    | Ogólnie            | Ogólnie            | 112   | 21     | 24           | 5            | 4           | 1           | 2      | 0      | 142   | 27     |      |
| Lech Poznań                    | 2008/09            | Ekstraklasa        | 25    | 0      | 5            | 1            | 2           | 1           | 10     | 3      | 42    | 5      |      |
| Lech Poznań                    | 2009/10            | Ekstraklasa        | 28    | 8      | 2            | 0            | –           | –           | 2      | 2      | 32    | 10     |      |
| Lech Poznań                    | 2010/11            | Ekstraklasa        | 15    | 3      | 2            | 1            | –           | –           | 10     | 1      | 27    | 5      |      |
| Lech Poznań                    | Ogólnie            | Ogólnie            | 68    | 11     | 9            | 2            | 2           | 1           | 22     | 6      | 101   | 20     |      |
| 1. FC Köln                     | 2010/11            | Bundesliga         | 11    | 0      | –            | –            | –           | –           | –      | –      | 11    | 0      |      |
| 1. FC Köln                     | 2011/12            | Bundesliga         | 32    | 2      | 2            | 0            | –           | –           | –      | –      | 34    | 2      |      |
| 1. FC Köln                     | Ogólnie            | Ogólnie            | 43    | 2      | 2            | 0            | 0           | 0           | 0      | 0      | 45    | 2      |      |
| Wolverhampton Wanderers (wyp.) | 2012/13            | Championship       | 13    | 0      | 1            | 0            | 2           | 0           | –      | –      | 16    | 0      |      |
| Wolverhampton Wanderers (wyp.) | Ogólnie            | Ogólnie            | 13    | 0      | 1            | 0            | 2           | 0           | 0      | 0      | 16    | 0      |      |
| 1. FC Köln (wyp.)              | 2013/14            | 2. Bundesliga      | 24    | 3      | 2            | 0            | –           | –           | –      | –      | 26    | 3      |      |
| 1. FC Köln (wyp.)              | Ogólnie            | Ogólnie            | 24    | 3      | 2            | 0            | 0           | 0           | 0      | 0      | 26    | 3      |      |
| 1. FC Köln                     | 2014/15            | Bundesliga         | 18    | 0      | 1            | 0            | –           | –           | –      | –      | 19    | 0      |      |
| 1. FC Köln                     | Ogólnie            | Ogólnie            | 18    | 0      | 1            | 0            | 0           | 0           | 0      | 0      | 19    | 0      |      |
| Lechia Gdańsk                  | 2015/16            | Ekstraklasa        | 27    | 2      | 1            | 0            | –           | –           | –      | –      | 28    | 2      |      |
| Lechia Gdańsk                  | 2016/17            | Ekstraklasa        | 29    | 3      | –            | –            | –           | –           | –      | –      | 29    | 3      |      |
| Lechia Gdańsk                  | 2017/18            | Ekstraklasa        | 25    | 4      | 1            | 0            | –           | –           | –      | –      | 26    | 4      |      |
| Lechia Gdańsk                  | 2018/19            | Ekstraklasa        | 1     | 0      | –            | –            | –           | –           | –      | –      | 1     | 0      |      |
| Lechia Gdańsk                  | Ogólnie            | Ogólnie            | 82    | 9      | 2            | 0            | 0           | 0           | 0      | 0      | 84    | 9      |      |
| Wisła Kraków (wyp.)            | 2018/19            | Ekstraklasa        | 14    | 3      | –            | –            | –           | –           | –      | –      | 14    | 3      |      |
| Wisła Kraków (wyp.)            | Ogólnie            | Ogólnie            | 14    | 3      | 0            | 0            | 0           | 0           | 0      | 0      | 14    | 3      |      |
| Lechia Gdańsk                  | 2019/20            | Ekstraklasa        | 15    | 3      | 3            | 0            | –           | –           | 2      | 0      | 20    | 3      |      |
| Lechia Gdańsk                  | Ogólnie            | Ogólnie            | 15    | 3      | 3            | 0            | 0           | 0           | 2      | 0      | 20    | 3      |      |
| Wieczysta Kraków               | 2020/21            | Klasa okręgowa     | 24    | 40     | 9            | 15           | –           | –           | –      | –      | 33    | 55     |      |
| Wieczysta Kraków               | 2021/22            | IV liga            | 29    | 30     | 6            | 2            | 2           | 0           | –      | –      | 37    | 32     |      |
| Wieczysta Kraków               | 2022/23            | III liga           | 6     | 1      | 1            | 0            | –           | –           | –      | –      | 7     | 1      |      |
| Wieczysta Kraków               | Ogólnie            | Ogólnie            | 59    | 71     | 16           | 17           | 2           | 0           | 0      | 0      | 77    | 88     |      |
| Ogólnie w karierze             | Ogólnie w karierze | Ogólnie w karierze | 448   | 123    | 60           | 24           | 10          | 2           | 26     | 6      | 544   | 155    |      |

### Reprezentacyjne
(aktualne na dzień 1 grudnia 2019)
| Reprezentacja | Rok     | Mecze | Bramki |
| ------------- | ------- | ----- | ------ |
| Polska        | 2008    | 1     | 0      |
| Polska        | 2009    | 6     | 0      |
| Polska        | 2010    | 9     | 1      |
| Polska        | 2011    | 8     | 0      |
| Polska        | 2012    | 1     | 0      |
| Polska        | 2013    | 2     | 0      |
| Polska        | 2014    | 2     | 0      |
| Polska        | 2015    | 6     | 1      |
| Polska        | 2016    | 7     | 0      |
| Polska        | 2017    | 1     | 0      |
| Polska        | 2018    | 1     | 0      |
| Polska        | Ogólnie | 44    | 2      |

| Mecze i gole w reprezentacji | Mecze i gole w reprezentacji | Mecze i gole w reprezentacji    | Mecze i gole w reprezentacji | Mecze i gole w reprezentacji | Mecze i gole w reprezentacji | Mecze i gole w reprezentacji |
| Lp.                          | Data                         | Miasto                          | Przeciwnik                   | Gol                          | Wynik                        | Rozgrywki                    |
| ---------------------------- | ---------------------------- | ------------------------------- | ---------------------------- | ---------------------------- | ---------------------------- | ---------------------------- |
| 1.                           | 19 listopada 2008            | Dublin, Irlandia                | Irlandia                     |                              | 2:3                          | Mecz towarzyski              |
| 2.                           | 6 czerwca 2009               | Johannesburg, Południowa Afryka | Południowa Afryka            |                              | 1:0                          | Mecz towarzyski              |
| 3.                           | 9 czerwca 2009               | Kapsztad, Południowa Afryka     | Irak                         |                              | 1:1                          | Mecz towarzyski              |
| 4.                           | 10 października 2009         | Praga, Czechy                   | Czechy                       |                              | 2:0                          | el. MŚ 2010                  |
| 5.                           | 14 października 2009         | Chorzów, Polska                 | Słowacja                     |                              | 0:1                          | el. MŚ 2010                  |
| 6.                           | 14 listopada 2009            | Warszawa, Polska                | Rumunia                      |                              | 0:1                          | Mecz towarzyski              |
| 7.                           | 18 listopada 2009            | Bydgoszcz, Polska               | Kanada                       |                              | 1:0                          | Mecz towarzyski              |
| 8.                           | 17 stycznia 2010             | Nakhon Ratchasima, Tajlandia    | Dania                        | Gol                          | 1:3                          | Puchar Króla Tajlandii 2010  |
| 9.                           | 20 stycznia 2010             | Nakhon Ratchasima, Tajlandia    | Tajlandia                    |                              | 1:3                          | Puchar Króla Tajlandii 2010  |
| 10.                          | 3 marca 2010                 | Warszawa, Polska                | Bułgaria                     |                              | 2:0                          | Mecz towarzyski              |
| 11.                          | 20 maja 2010                 | Kielce, Polska                  | Finlandia                    |                              | 0:0                          | Mecz towarzyski              |
| 12.                          | 2 czerwca 2010               | Kufstein, Austria               | Serbia                       |                              | 0:0                          | Mecz towarzyski              |
| 13.                          | 8 czerwca 2010               | Murcja, Hiszpania               | Hiszpania                    |                              | 6:0                          | Mecz towarzyski              |
| 14.                          | 11 sierpnia 2010             | Szczecin, Polska                | Kamerun                      |                              | 0:3                          | Mecz towarzyski              |
| 15.                          | 4 września 2010              | Łódź, Polska                    | Ukraina                      |                              | 1:1                          | Mecz towarzyski              |
| 16.                          | 7 września 2010              | Kraków, Polska                  | Australia                    |                              | 1:2                          | Mecz towarzyski              |
| 17.                          | 25 marca 2011                | Kowno, Litwa                    | Litwa                        |                              | 2:0                          | Mecz towarzyski              |
| 18.                          | 29 marca 2011                | Pireus, Grecja                  | Grecja                       |                              | 0:0                          | Mecz towarzyski              |
| 19.                          | 10 sierpnia 2011             | Lubin, Polska                   | Gruzja                       |                              | 1:0                          | Mecz towarzyski              |
| 20.                          | 2 września 2011              | Warszawa, Polska                | Meksyk                       |                              | 1:1                          | Mecz towarzyski              |
| 21.                          | 6 września 2011              | Gdańsk, Polska                  | Niemcy                       |                              | 2:2                          | Mecz towarzyski              |
| 22.                          | 7 października 2011          | Seul, Korea Południowa          | Korea Południowa             |                              | 2:2                          | Mecz towarzyski              |
| 23.                          | 11 października 2011         | Wiesbaden, Niemcy               | Białoruś                     |                              | 2:0                          | Mecz towarzyski              |
| 24.                          | 11 listopada 2011            | Wrocław, Polska                 | Włochy                       |                              | 0:2                          | Mecz towarzyski              |
| 25.                          | 29 lutego 2012               | Warszawa, Polska                | Portugalia                   |                              | 0:0                          | Mecz towarzyski              |
| 26.                          | 11 października 2013         | Charków, Ukraina                | Ukraina                      |                              | 1:0                          | el. MŚ 2014                  |
| 27.                          | 15 października 2013         | Londyn, Anglia                  | Anglia                       |                              | 2:0                          | el. MŚ 2014                  |
| 28.                          | 5 marca 2014                 | Warszawa, Polska                | Szkocja                      |                              | 0:1                          | Mecz towarzyski              |
| 29.                          | 13 maja 2014                 | Hamburg, Niemcy                 | Niemcy                       |                              | 0:0                          | Mecz towarzyski              |
| 30.                          | 29 marca 2015                | Dublin, Irlandia                | Irlandia                     | Gol                          | 1:1                          | el. ME 2016                  |
| 31.                          | 13 czerwca 2015              | Warszawa, Polska                | Gruzja                       |                              | 4:0                          | el. ME 2016                  |
| 32.                          | 16 czerwca 2015              | Gdańsk, Polska                  | Grecja                       |                              | 0:0                          | Mecz towarzyski              |
| 33.                          | 4 września 2015              | Frankfurt, Niemcy               | Niemcy                       |                              | 3:1                          | el. ME 2016                  |
| 34.                          | 11 października 2015         | Warszawa, Polska                | Irlandia                     |                              | 2:1                          | el. ME 2016                  |
| 35.                          | 17 listopada 2015            | Wrocław, Polska                 | Czechy                       |                              | 3:1                          | Mecz towarzyski              |
| 36.                          | 1 czerwca 2016               | Gdańsk, Polska                  | Holandia                     |                              | 1:2                          | Mecz towarzyski              |
| 37.                          | 6 czerwca 2016               | Kraków, Polska                  | Litwa                        |                              | 0:0                          | Mecz towarzyski              |
| 38.                          | 12 czerwca 2016              | Nicea, Francja                  | Irlandia Północna            |                              | 1:0                          | ME 2016                      |
| 39.                          | 16 czerwca 2016              | Saint-Denis, Francja            | Niemcy                       |                              | 0:0                          | ME 2016                      |
| 40.                          | 25 czerwca 2016              | Saint-Étienne, Francja          | Szwajcaria                   |                              | 1:1 (k. 4:5)                 | ME 2016                      |
| 41.                          | 8 października 2016          | Warszawa, Polska                | Dania                        |                              | 3:2                          | el. MŚ 2018                  |
| 42.                          | 11 listopada 2016            | Bukareszt, Rumunia              | Rumunia                      |                              | 0:3                          | el. MŚ 2018                  |
| 43.                          | 26 marca 2017                | Podgorica, Czarnogóra           | Czarnogóra                   |                              | 1:2                          | el. MŚ 2018                  |
| 44.                          | 28 czerwca 2018              | Wołgograd, Rosja                | Japonia                      |                              | 1:0                          | MŚ 2018                      |

## Sukcesy

### Wisła Płock
- Puchar Polski (1×): 2005/2006
- Superpuchar Polski (1×): 2006

### Lech Poznań
- Mistrzostwo Polski (1×): 2009/2010
- Puchar Polski (1×): 2008/2009
- Superpuchar Polski (1×): 2009

### 1. FC Köln
- Mistrzostwo 2. Bundesligi (1×): 2013/2014

### Lechia Gdańsk
- Superpuchar Polski (1×): 2019

## Życie prywatne
Kiedy miał 11 lat, podczas rutynowych badań, wykryto, że posiada on cztery nerki. Z tego powodu przeszedł operację (istniało niebezpieczeństwo, że będzie musiał zakończyć karierę piłkarską) podczas której przeszczepiono mu moczowody w inne miejsce nerki. Ukończył technikum mechaniczne. Ma żonę Annę, którą poznał w Płocku, za czasów gry w miejscowej Wiśle. Ślub odbył się 18 stycznia 2009 w kościele w Płocku – rodzinnej miejscowości jego żony. Mają córkę Wiktorię (ur. 11 października 2009) oraz syna Marcela (ur. 26 czerwca 2014). Był świadkiem na ślubie Roberta Lewandowskiego. 

## Biznes
16 października 2016, w Krasnem otworzył własną akademię piłkarską pod nazwą „Akademia Piłkarska Sławomira Peszko”. W 2020 roku otworzył restaurację w Sopocie, w której serwowana jest wódka o nazwie „Peszko”. Poza piłką nożną zajmuje się reklamowaniem różnych treści z m.in. branży alkoholowej i bukmacherskiej. Od czerwca 2023 Peszko pełni rolę ambasadora federacji typu freak show fight – Clout MMA.